# Acanthallagma caeruleum
Acanthallagma caeruleum – gatunek ważki z rodziny łątkowatych (Coenagrionidae). Występuje w Ameryce Południowej – w Amazonii; znany z nielicznych stwierdzeń z Kolumbii, Ekwadoru i Brazylii.